# フッツィヤ1世
フッツィヤ1世（Huzzija I、紀元前1510年前後）は、ヒッタイトの大王。

## 経歴
フッツィヤは殺人により王位に登った。先王アンムナの死後、おそらくフッツィヤの教唆により、最高護衛官ズルとタフルワイリは、亡き王の息子であるティッティとハンティリを家族もろとも皆殺しにした。ただ一人アンムナの息子テリピヌのみが生き残ったが、これはテリピヌがフッツィヤの姉妹イスタパリヤと結婚しているためであり、この縁戚関係をたてにフッツィヤは王位についた。
しかしテリピヌはフッツィヤにとって危険人物であり、ついにはこれをも殺そうとしたが、裏切りにあい逆にテリピヌにより廃位された。即位したテリピヌはフッツィヤとその5人の兄弟を流刑にしたものの、死刑にすることは禁じた。しかしタヌワによりフッツィヤと一族は皆殺しにされた。テリピヌは命令に背いたタヌワをのちに赦免している。